# Mateja Svet
Mateja Svet (Ljubljana, 16. kolovoza 1968.) je bivša jugoslavenska predstavnica u alpskom skijanju slovenske nacionalnosti.
Mateja je 1984. postala juniorska svjetska prvakinja u veleslalomu i debitirala je na ZOI u Sarajevu. U sezoni 1985./1986. ostvarila je prvu žensku slovensku pobjedu u Svjetskom kupu. Bilo je to u slovačkoj Jasni u utrci veleslaloma. Iste sezone, i u istoj disciplini ostvarila je još jednu pobjedu i to u kanadskom Bromontu. Godine 1987. je na Svjetskom prvenstvu u Calgaryu osvojila tri medalje: srebro u veleslalomu i bronce u slalomu i super-veleslalomu. 
Na Olimpijskim igrama u Calgaryu 1988. je osvojila srebro u slalomu, a zamalo je osvojila i broncu u veleslalomu. U sezoni 1987./1988. je osvojila mali veleslalomski globus. Na Svjetskom prvenstvu 1989. u Vailu postala je svjetska prvakinja u slalomu, a nakon diskvalifikacije Francuskinje Christelle Guignard u veleslalomu osvojila je broncu, iako je završila kao četvrta. 
Na kraju sezone 1989./90. je nakon nesuglasica sa Slovenskim skijaškim savezom okončala karijeru iako je imala samo 22 godine. Ostvarila je 7 pobjeda u Svjetskom kupu.

## Pobjede u Svjetskom kupu
| Datum              | Skijalište    | Disciplina |
| ------------------ | ------------- | ---------- |
| 8. veljače 1986.   | Jasná         | Veleslalom |
| 22. ožujka 1986.   | Bromont       | Veleslalom |
| 30. siječnja 1988. | Kranjska Gora | Veleslalom |
| 31. siječnja 1988. | Kranjska Gora | Slalom     |
| 3. ožujka 1988.    | Saalbach      | Veleslalom |
| 20. siječnja 1990. | Maribor       | Veleslalom |
| 5. veljače 1990.   | Veysonnaz     | Veleslalom |

## Vanjske poveznice
- Legenda slovenskoga skijanja: Mateja Svet  Arhivirana inačica izvorne stranice od 14. listopada 2008. (Wayback Machine)